# Estisch voetbalelftal in 2016
Het Estisch voetbalelftal speelde in totaal veertien officiële interlands in het jaar 2016, waaronder vier wedstrijden in de kwalificatiereeks voor de WK-eindronde 2018 in Rusland. De ploeg stond onder leiding van de Zweed Magnus Pehrsson, de opvolger van de eind 2013 opgestapte Tarmo Rüütli. Na de 5-0 nederlaag in de WK-kwalificatiewedstrijd tegen Bosnië en Herzegovina op 6 september 2016 werd hij de laan uitgestuurd en vervangen door de Estische oud-international Martin Reim. Pehrsson had de ploeg in totaal 33 duels onder zijn hoede. Op de in 1993 geïntroduceerde FIFA-wereldranglijst zakte Estland in 2016 van de 90ste (januari 2016) naar de 116de plaats (december 2016).

## Balans
| Wedstrijden | Wedstrijden | Wedstrijden | Wedstrijden | Doelpunten | Doelpunten | Doelpunten | Punten |
| Gespeeld    | Winst       | Gelijk      | Verlies     | Voor       | Tegen      | Saldo      | Punten |
| ----------- | ----------- | ----------- | ----------- | ---------- | ---------- | ---------- | ------ |
| 14          | 3           | 5           | 6           | 11         | 28         | –17        | 0.786  |

## Interlands
|                                                      |                  |       |                  |                                                                                                |
| 6 januari Vriendschappelijk № 413 «onderlinge duels» | Estland          | 1 – 1 | Zweden           | Armed Forces SC Stadium, Abu Dhabi Toeschouwers: 100 Scheidsrechter: Ahmed Salem Khalfan (UAE) |
| 6 januari Vriendschappelijk № 413 «onderlinge duels» | Albert Prosa 56' |       | 70' Mikael Ishak | Armed Forces SC Stadium, Abu Dhabi Toeschouwers: 100 Scheidsrechter: Ahmed Salem Khalfan (UAE) |

|                                                               |         |       |           |                                                                                  |
| 24 maart Vriendschappelijk № 414 «onderlinge duels» 18:00 uur | Estland | 0 – 0 | Noorwegen | A. Le Coq Arena, Tallinn Toeschouwers: 2.892 Scheidsrechter: Andrew Dallas (SCO) |
| 24 maart Vriendschappelijk № 414 «onderlinge duels» 18:00 uur |         |       |           | A. Le Coq Arena, Tallinn Toeschouwers: 2.892 Scheidsrechter: Andrew Dallas (SCO) |

|                                                               |         |                        |        |                                                                                  |
| 29 maart Vriendschappelijk № 415 «onderlinge duels» 20:45 uur | Estland | 0 – 1                  | Servië | A. Le Coq Arena, Tallinn Toeschouwers: 2.858 Scheidsrechter: Arnold Hunter (NIR) |
| 29 maart Vriendschappelijk № 415 «onderlinge duels» 20:45 uur |         | 81' Aleksandar Kolarov |        | A. Le Coq Arena, Tallinn Toeschouwers: 2.858 Scheidsrechter: Arnold Hunter (NIR) |

|                                                           |                                        |       |         | |
| 29 mei Baltische Beker № 416 «onderlinge duels» 15:00 uur | Litouwen                               | 2 – 0 | Estland | Klaipedos Centrinis Stadionas, Klaipėda Toeschouwers: 3.700 Scheidsrechter: Aleksandrs Anufrijevs (LAT) |
| 29 mei Baltische Beker № 416 «onderlinge duels» 15:00 uur | Nerijus Valskis 30' Fiodor Černych 45' |       |         | Klaipedos Centrinis Stadionas, Klaipėda Toeschouwers: 3.700 Scheidsrechter: Aleksandrs Anufrijevs (LAT) |

|                                                             |                                       |       |         |                                                                                    |
| 1 juni Vriendschappelijk № 417 «onderlinge duels» 18:00 uur | Estland                               | 2 – 0 | Andorra | A. Le Coq Arena, Tallinn Toeschouwers: 4.658 Scheidsrechter: Sergiejus Slyva (LTU) |
| 1 juni Vriendschappelijk № 417 «onderlinge duels» 18:00 uur | Dmitri Kruglov 24' Frank Liivak 90+2' |       |         | A. Le Coq Arena, Tallinn Toeschouwers: 4.658 Scheidsrechter: Sergiejus Slyva (LTU) |

|                                                           |         |       |         |                                                                                      |
| 4 juni Baltische Beker № 418 «onderlinge duels» 18:00 uur | Estland | 0 – 0 | Letland | A. Le Coq Arena, Tallinn Toeschouwers: 1.982 Scheidsrechter: Gediminas Mažeika (LTU) |
| 4 juni Baltische Beker № 418 «onderlinge duels» 18:00 uur |         |       |         | A. Le Coq Arena, Tallinn Toeschouwers: 1.982 Scheidsrechter: Gediminas Mažeika (LTU) |

|                                                             | |       |         |                                                                                    |
| 8 juni Vriendschappelijk № 419 «onderlinge duels» 20:45 uur | Portugal | 7 – 0 | Estland | Estádio da Luz, Lissabon Toeschouwers: 52.536 Scheidsrechter: Bart Vertenten (BEL) |
| 8 juni Vriendschappelijk № 419 «onderlinge duels» 20:45 uur | Cristiano Ronaldo 36' Ricardo Quaresma 39' Cristiano Ronaldo 45' Danilo Pereira 55' Karol Mets 61' (e.d.) Ricardo Quaresma 77' Éder 80' |       |         | Estádio da Luz, Lissabon Toeschouwers: 52.536 Scheidsrechter: Bart Vertenten (BEL) |

|                                                        |                   |       |                    |                                                                                       |
| 31 augustus Vriendschappelijk № 420 «onderlinge duels» | Estland           | 1 – 1 | Malta              | Pärnu Rannastaadion, Pärnu Toeschouwers: 2.515 Scheidsrechter: Michael Tykgaard (DEN) |
| 31 augustus Vriendschappelijk № 420 «onderlinge duels» | Sergei Zenjov 57' |       | 59' Alfred Effiong | Pärnu Rannastaadion, Pärnu Toeschouwers: 2.515 Scheidsrechter: Michael Tykgaard (DEN) |

|                                                                             |                                                                                                |       |         |                                                                                  |
| 6 september Kwalificatie WK 2018 Groep H № 421 «onderlinge duels» 20:45 uur | Bosnië en Herz.                                                                                | 5 – 0 | Estland | Bilino Polje, Zenica Toeschouwers: 11.000 Scheidsrechter: Miroslav Zelinka (CZE) |
| 6 september Kwalificatie WK 2018 Groep H № 421 «onderlinge duels» 20:45 uur | Emir Spahić 7' Edin Džeko 23' (pen.) Haris Medunjanin 71' Vedad Ibišević 83' Emir Spahić 90+2' |       |         | Bilino Polje, Zenica Toeschouwers: 11.000 Scheidsrechter: Miroslav Zelinka (CZE) |

|                                                                           |                                                                                |       |           |                                                                                   |
| 7 oktober Kwalificatie WK 2018 Groep H № 422 «onderlinge duels» 20:45 uur | Estland                                                                        | 4 – 0 | Gibraltar | A. Le Coq Arena, Tallinn Toeschouwers: 4.678 Scheidsrechter: Aleksej Jeskov (RUS) |
| 7 oktober Kwalificatie WK 2018 Groep H № 422 «onderlinge duels» 20:45 uur | Mattias Käit 47' Konstantin Vassiljev 52' Mattias Käit 70' Sergei Mošnikov 88' |       |           | A. Le Coq Arena, Tallinn Toeschouwers: 4.678 Scheidsrechter: Aleksej Jeskov (RUS) |

|                                                                            |         |                                             |             |                                                                               |
| 10 oktober Kwalificatie WK 2018 Groep H № 423 «onderlinge duels» 20:45 uur | Estland | 0 – 2                                       | Griekenland | A. Le Coq Arena, Tallinn Toeschouwers: 4.467 Scheidsrechter: István Vad (HUN) |
| 10 oktober Kwalificatie WK 2018 Groep H № 423 «onderlinge duels» 20:45 uur |         | 2' Vasilios Torosidis 61' Kostas Stafylidis |             | A. Le Coq Arena, Tallinn Toeschouwers: 4.467 Scheidsrechter: István Vad (HUN) |

|                                                                             | |       |                 |                                                                                             |
| 13 november Kwalificatie WK 2018 Groep H № 424 «onderlinge duels» 20:45 uur | België | 8 – 1 | Estland         | Koning Boudewijnstadion, Brussel Toeschouwers: 37.128 Scheidsrechter: Alexandru Tudor (ROM) |
| 13 november Kwalificatie WK 2018 Groep H № 424 «onderlinge duels» 20:45 uur | Thomas Meunier 8' Dries Mertens 16' Eden Hazard 25' Yannick Ferreira 62' Ragnar Klavan 64' (e.d.) Dries Mertens 67' Romelu Lukaku 83' Romelu Lukaku 88' |       | 29' Henri Anier | Koning Boudewijnstadion, Brussel Toeschouwers: 37.128 Scheidsrechter: Alexandru Tudor (ROM) |

|                                                        |                      |       |                    |                                                                                             |
| 19 november Vriendschappelijk № 425 «onderlinge duels» | Saint Kitts en Nevis | 1 – 1 | Estland            | Warner Park Sporting Complex, Basseterre Toeschouwers: ?? Scheidsrechter: Leon Clarke (LCA) |
| 19 november Vriendschappelijk № 425 «onderlinge duels» | Devaughn Elliot 10'  |       | 41' Rauno Sappinen | Warner Park Sporting Complex, Basseterre Toeschouwers: ?? Scheidsrechter: Leon Clarke (LCA) |

|                                                        |                    |                 |         |                                                                                                |
| 22 november Vriendschappelijk № 426 «onderlinge duels» | Antigua en Barbuda | 0 – 1           | Estland | Antigua Recreation Ground, Saint John's Toeschouwers: ?? Scheidsrechter: Tristley Bassue (SKN) |
| 22 november Vriendschappelijk № 426 «onderlinge duels» |                    | 27' Pavel Marin |         | Antigua Recreation Ground, Saint John's Toeschouwers: ?? Scheidsrechter: Tristley Bassue (SKN) |

## FIFA-wereldranglijst
| JAN | FEB | MAR | APR | MEI | JUN | JUL | AUG | SEP | OKT | NOV | DEC |
| --- | --- | --- | --- | --- | --- | --- | --- | --- | --- | --- | --- |
| 90  | 88  | 88  | 93  | 93  | 94  | 116 | 117 | 130 | 119 | 122 | 116 |

## Hõbepall
Sinds 1995 reiken Estische voetbaljournalisten, verenigd in de Eesti Jalgpalliajakirjanike Klubi, jaarlijks een prijs uit aan een speler van de nationale ploeg die het mooiste doelpunt maakt. In 2016 ging de Zilveren Bal (Hõbepall) opnieuw naar middenvelder Konstantin Vassiljev, ditmaal voor zijn treffer in de 52ste minuut (2-0) in het WK-kwalificatieduel tegen Gibraltar (4-0), gemaakt op 7 oktober. 

## Statistieken
| Mihkel Aksalu        | 1984-11-07 | SJK Seinäjoki         | 8  | 0 | 0 | 29  | 0  |
| Marko Meerits        | 1992-04-26 | FC Emmen              | 2  | 0 | 0 | 5   | 0  |
| Andreas Vaikla       | 1997-02-19 | IFK Norrköping        | 2  | 0 | 0 | 2   | 0  |
| Pavel Londak         | 1980-05-14 | Rosenborg BK 2        | 2  | 0 | 0 | 28  | 0  |
| Verdediging          |            |                       |    |   |   |     |    |
| Nikita Baranov       | 1992-08-19 | Flora Tallinn         | 13 | 1 | 0 | 15  | 1  |
| Karol Mets           | 1993-05-16 | Viking Stavanger      | 13 | 0 | 0 | 36  | 0  |
| Ken Kallaste         | 1988-08-31 | Korona Kielce         | 10 | 0 | 0 | 32  | 0  |
| Taijo Teniste        | 1988-01-31 | Sogndal Fotball       | 10 | 0 | 0 | 52  | 0  |
| Ragnar Klavan        | 1985-10-30 | Liverpool             | 8  | 0 | 0 | 117 | 3  |
| Artur Pikk           | 1993-03-05 | BATE Borisov          | 7  | 0 | 0 | 17  | 1  |
| Markus Jürgenson     | 1987-09-09 | Flora Tallinn         | 2  | 1 | 0 | 9   | 0  |
| Enar Jääger          | 1984-11-18 | Vålerenga IF          | 2  | 0 | 0 | 122 | 0  |
| Joonas Tamm          | 1992-02-02 | Flora Tallinn         | 2  | 0 | 0 | 7   | 0  |
| Karl Mööl            | 1992-03-04 | JK Nõmme Kalju        | 1  | 1 | 0 | 3   | 0  |
| Trevor Elhi          | 1993-04-11 | JK Nõmme Kalju        | 1  | 0 | 0 | 1   | 0  |
| Hindrek Ojamaa       | 1995-06-12 | Levadia Tallinn       | 0  | 3 | 0 | 3   | 0  |
| Vladimir Avilov      | 1995-03-10 | FC Infonet            | 0  | 1 | 0 | 2   | 0  |
| Middenveld           |            |                       |    |   |   |     |    |
| Konstantin Vassiljev | 1984-08-16 | Jagiellonia Białystok | 7  | 1 | 1 | 94  | 23 |
| Aleksandr Dmitrijev  | 1982-02-18 | FC Infonet            | 6  | 0 | 0 | 104 | 0  |
| Pavel Marin          | 1995-06-14 | Levadia Tallinn       | 5  | 3 | 1 | 8   | 1  |
| Ilja Antonov         | 1992-12-05 | Levadia Tallinn       | 6  | 3 | 0 | 30  | 1  |
| Dmitri Kruglov       | 1984-05-24 | FC Infonet            | 4  | 3 | 1 | 107 | 4  |
| Rauno Sappinen       | 1996-01-23 | Flora Tallinn         | 3  | 6 | 1 | 11  | 1  |
| Gert Kams            | 1985-05-25 | Flora Tallinn         | 3  | 4 | 0 | 48  | 1  |
| Sergei Mošnikov      | 1988-01-07 | Flora Tallinn         | 2  | 3 | 1 | 28  | 1  |
| Andreas Raudsepp     | 1993-03-26 | Levadia Tallinn       | 3  | 2 | 0 | 7   | 0  |
| Ats Purje            | 1985-08-03 | JK Nõmme Kalju        | 2  | 2 | 0 | 61  | 8  |
| Maksim Gussev        | 1994-07-20 | Flora Tallinn         | 2  | 4 | 0 | 9   | 1  |
| Sander Puri          | 1988-05-07 | MFK Karviná           | 2  | 4 | 0 | 69  | 4  |
| Janar Toomet         | 1989-08-10 | JK Nõmme Kalju        | 1  | 1 | 0 | 2   | 0  |
| Artjom Dmitrijev     | 1988-11-14 | JK Nõmme Kalju        | 1  | 1 | 0 | 3   | 0  |
| Pavel Dõmov          | 1993-12-31 | FC Infonet            | 1  | 1 | 0 | 2   | 0  |
| Brent Lepistu        | 1993-03-26 | Flora Tallinn         | 1  | 1 | 0 | 3   | 0  |
| Joel Lindpere        | 1981-10-05 | JK Nõmme Kalju        | 1  | 0 | 0 | 104 | 7  |
| Jan Kokla            | 1997-05-29 | Flora Tallinn         | 1  | 0 | 0 | 1   | 0  |
| Martin Miller        | 1997-09-25 | JK Tammeka Tartu      | 1  | 0 | 0 | 1   | 0  |
| Frank Liivak         | 1996-07-07 | Alcobendas Sport      | 0  | 3 | 1 | 6   | 1  |
| Andre Frolov         | 1988-04-18 | Flora Tallinn         | 0  | 2 | 0 | 4   | 0  |
| Aanval               |            |                       |    |   |   |     |    |
| Henri Anier          | 1990-12-17 | Kalmar FF             | 7  | 4 | 1 | 34  | 7  |
| Sergei Zenjov        | 1989-04-20 | Qäbälä PFK            | 6  | 0 | 1 | 54  | 10 |
| Siim Luts            | 1989-03-12 | FC Bohemians 1905     | 3  | 0 | 0 | 27  | 1  |
| Mattias Käit         | 1998-06-29 | Fulham                | 2  | 0 | 2 | 2   | 2  |
| Henrik Ojamaa        | 1991-05-20 | Go Ahead Eagles       | 0  | 1 | 0 | 24  | 0  |
| Igor Subbotin        | 1990-06-26 | JK Nõmme Kalju        | 1  | 0 | 0 | 5   | 0  |
| Albert Prosa         | 1990-10-01 | RoPS Rovaniemi        | 0  | 1 | 1 | 5   | 1  |

EJL · A-internationals · Bondscoaches · Statistieken · Estisch vrouwenelftal · Olympisch elftal · Estland U21 · Estland U20 · Estland U19 · Estland U18 · Estland U17 · Estland U16
1920 – 1929 ·
1930 – 1939 ·
1940 – 1949 ·
1950 – 1990 · 
1990 – 1999 ·
2000 – 2009 ·
2010 – 2019 ·
2020 − 2029
OS 1924
1920 ·
1921 ·
1922 ·
1923 ·
1924 ·
1925 ·
1926 ·
1927 ·
1928 ·
1929 · 
1930 · 
1931 · 
1932 · 
1933 · 
1934 · 
1935 · 
1936 · 
1937 · 
1938 · 
1939 · 
1940 · 
1941 · 
1942 · 
1943 · 1944 · 
1945 · 
1946 · 
1947 · 
1948 · 
1949 · 
1950 – 1990 · 
1991 · 
1992 · 
1993 · 
1994 · 
1995 · 
1996 · 
1997 · 
1998 · 
1999 · 
2000 · 
2001 · 
2002 · 
2003 · 
2004 · 
2005 · 
2006 · 
2007 · 
2008 · 
2009 · 
2010 · 
2011 · 
2012 · 
2013 · 
2014 · 
2015 · 
2016 ·
2017 ·
2018 ·
2019 ·
2020
Albanië ·
Andorra ·
Angola ·
Antigua en Barbuda ·
Argentinië ·
Armenië ·
Azerbeidzjan ·
België ·
Bosnië-Herzegovina ·
Brazilië ·
Bulgarije ·
Canada ·
Chili ·
China ·
Cyprus ·
Denemarken ·
Duitsland ·
Ecuador ·
Egypte ·
El Salvador ·
Engeland ·
Equatoriaal-Guinea ·
Faeröer ·
Fiji ·
Filipijnen ·
Finland ·
Frankrijk ·
Georgië · 
Gibraltar ·
Griekenland ·
Hongarije ·
Hongkong ·
Ierland ·
IJsland ·
Indonesië ·
Irak ·
Israël ·
Italië ·
Jordanië ·
Kazachstan ·
Kirgizië ·
Kroatië ·
Letland ·
Libanon ·
Liechtenstein ·
Litouwen ·
Luxemburg ·
Malta ·
Marokko ·
Mexico ·
Moldavië ·
Montenegro ·
Nederland ·
Nieuw-Caledonië ·
Nieuw-Zeeland ·
Noord-Ierland ·
Noord-Macedonië ·
Noorwegen ·
Oekraïne ·
Oezbekistan ·
Oman ·
Oostenrijk ·
Polen ·
Portugal ·
Qatar ·
Roemenië ·
Rusland ·
Saint Kitts en Nevis ·
San Marino ·
Saoedi-Arabië ·
Schotland ·
Servië ·
Slovenië ·
Slowakije · 
Spanje ·
Tadzjikistan ·
Thailand ·
Trinidad en Tobago ·
Tsjechië ·
Turkije ·
Turkmenistan ·
Uruguay ·
Vanuatu ·
Venezuela ·
Verenigde Arabische Emiraten ·
Verenigde Staten ·
Vietnam ·
Wales ·
Wit-Rusland ·
Zweden ·
Zwitserland